# Plaizac
Plaizac is een plaats en voormalige gemeente in het Franse departement Charente in de regio Nouvelle-Aquitaine en telt 150 inwoners (2005). De plaats maakt deel uit van de gemeente Rouillac in het arrondissement Cognac.

## Geschiedenis
De plaats ontstond bij een priorij op de flank van een 90 meter hoge heuvel boven de beek Tourtrat. De belangrijkste economische activiteit was de wijnbouw tot de wijngaarden aan het einde van de 19e eeuw door de druifluis werden getroffen. In de landbouw werd overgeschakeld naar de vee- en graanteelt. Deze crisis zorgde ervoor dat ongeveer de helft van de bevolking wegtrok uit Plaizac.
Plaizac maakte deel uit van het kanton Rouillac totdat dit op 22 maart 2015 werd opgeheven en de gemeenten werden opgenomen in het op die dag gevormde kanton Val de Nouère. Op 1 januari 2017 werd de gemeente opgeheven en opgenomen in de gemeente Rouillac.

## Geografie
De oppervlakte van Plaizac bedraagt 4,0 km², de bevolkingsdichtheid is 37,5 inwoners per km².
De onderstaande kaart toont de ligging van Plaizac met de belangrijkste infrastructuur en aangrenzende gemeenten.

## Demografie
Onderstaande figuur toont het verloop van het inwonertal.